# Кочуровское сельское поселение
Кочуровское се́льское поселе́ние — муниципальное образование в Милославском районе Рязанской области Российской Федерации.
Административный центр — село Кочуры.

## История
Статус и границы сельского поселения установлены Законом Рязанской области от 7 октября 2004 года № 85-ОЗ «О наделении муниципального образования - Милославский район статусом муниципального района, об установлении его границ и границ муниципальных образований, входящих в его состав»

## Население
| 2010 | 2012 | 2013 | 2014 | 2015 | 2016 | 2017 |
| ---- | ---- | ---- | ---- | ---- | ---- | ---- |
| 959  | ↘926 | ↘909 | ↘888 | ↘883 | ↘853 | ↘839 |
| 2018 | 2019 | 2020 | 2021 |      |      |      |
| ↘812 | ↘778 | ↘755 | ↗778 |      |      |      |

## Состав сельского поселения
| №  | Населённый пункт | Тип населённого пункта       | Население |
| -- | ---------------- | ---------------------------- | --------- |
| 1  | Архангельское    | село                         | ↘266      |
| 2  | Воейково         | село                         | ↘229      |
| 3  | Горлачевка       | село                         | ↘16       |
| 4  | Дубасово         | деревня                      | 12        |
| 5  | Дубровка         | деревня                      | 0         |
| 6  | Ермоловка        | деревня                      | ↘41       |
| 7  | Заболотовское    | село                         | ↘27       |
| 8  | Ивановщина       | деревня                      | 7         |
| 9  | Кочуры           | село, административный центр | ↘346      |
| 10 | Мышенка          | село                         | ↘7        |
| 11 | Ольхи            | деревня                      | ↘8        |
| 12 | Подкидышево      | деревня                      | 0         |
| 13 | Сухорожня        | деревня                      | ↘0        |
| 14 | Федяевка         | деревня                      | 0         |